# Bulletin du Muséum d'Histoire Naturelle
Bulletin du Muséum d'Histoire Naturelle, (abreujat Bull. Mus. Hist. Nat.), és una revista editada pel Museu Nacional d'Història Natural de França. Es van editar dotze volums en els anys 1895-1906. Va ser substituït en l'any 1907 per Bulletin du Muséum National d'Histoire Naturelle.